# Baxter, Iowa
Baxter là một thành phố thuộc quận Jasper, tiểu bang Iowa, Hoa Kỳ. Năm 2010, dân số của thành phố này là 1101 người.

## Dân số
Dân số qua các năm:
- Năm 2000: 1052 người.
- Năm 2010: 1101 người.